# Scipopus calocephala
Scipopus calocephala är en tvåvingeart som beskrevs av Jacques-Marie-Frangile Bigot 1886. Scipopus calocephala ingår i släktet Scipopus och familjen skridflugor. Inga underarter finns listade i Catalogue of Life.